# Guy de Chauliac

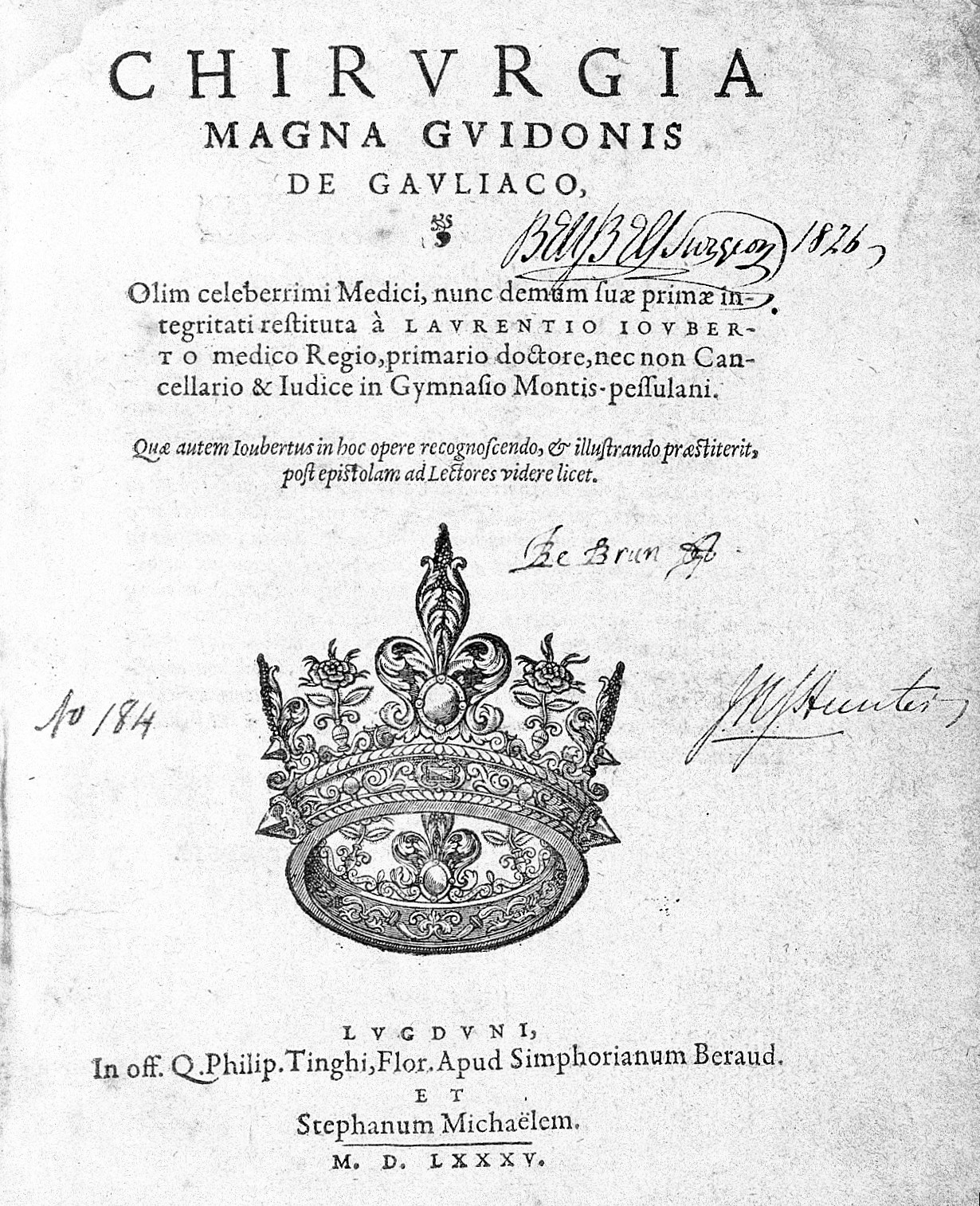
Chirurgia Magna

Guy de Chauliac (Chaulhac ca.1300-23 juli 1368) was een Franse arts, gekend voor zijn werk Chirurgia Magna uit 1363 betreffende de chirurgie.

## Levensloop

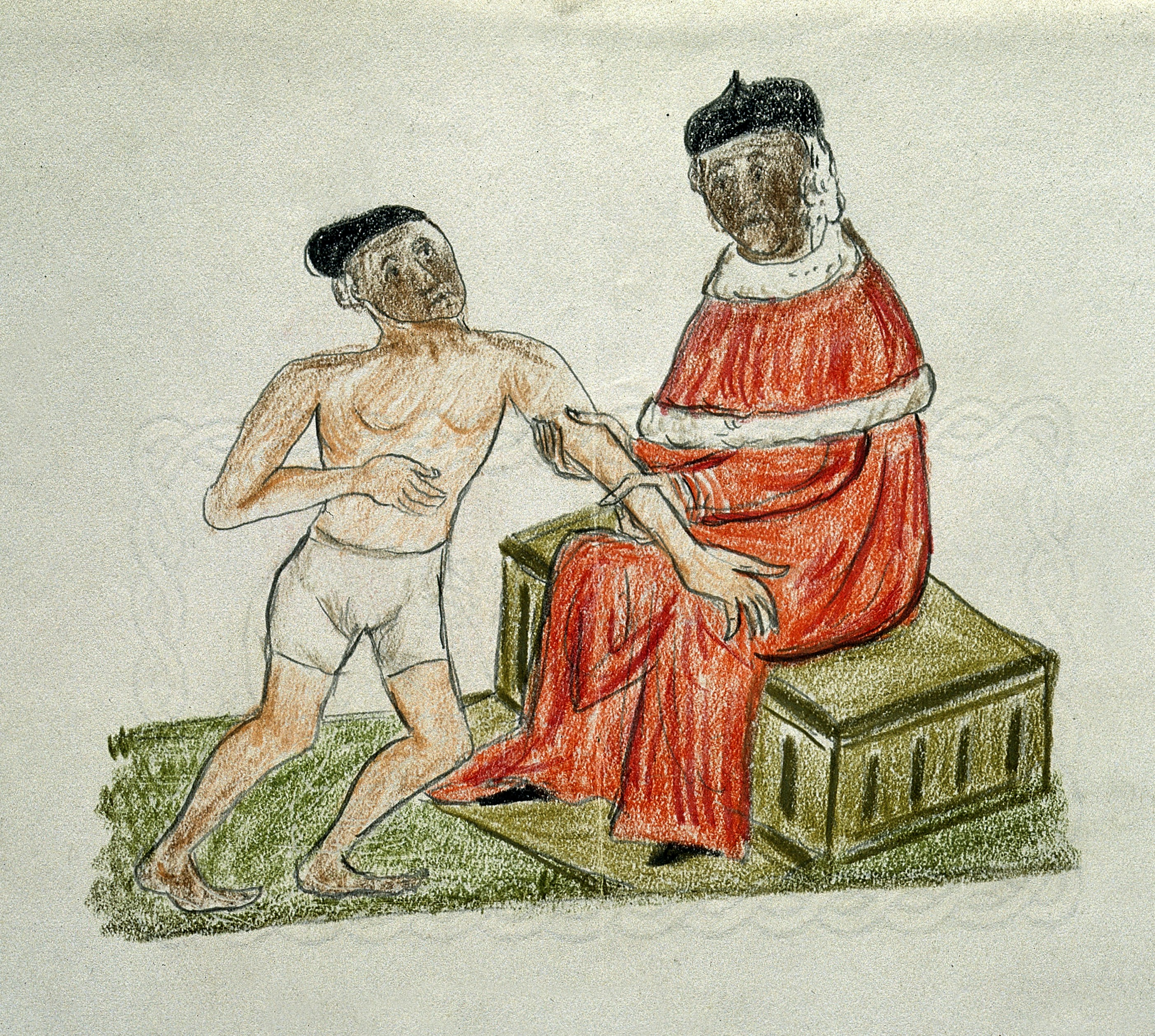
Guy de Chauliac met patiënt (1363)

Guy de Chauliac was van eenvoudige komaf. Als goed student kon hij studeren aan de kathedraalschool van Mende (Lozère), daarna volgde hij geneeskunde aan de universiteit van Toulouse en Montpellier. Hij volgde ook les aan de Universiteit van Bologna en de Universiteit van Parijs. Volgens zijn eigen notities haalde hij zijn kennis van de chirurgie uit het boek Al-Tasrif van de geleerde Abu al-Qasim al-Zahravi.
Na zijn studies vestigde hij zich in Lyon, waar hij vermoedelijk in contact kwam met aartsbisschop Guy van Boulogne, die hem later in contact bracht met paus Clemens VI. Hij werd gevraagd door de paus in 1348 om te helpen bij het bestrijden van de pest, die in Avignon was uitgebroken. In tegenstelling tot vele andere geneesheren vluchtte hij niet, maar probeerde de oorzaak te achterhalen. Hij behandelde pestpatiënten en documenteerde nauwkeurig de symptomen. Hij beweerde zelf besmet te zijn geraakt en de ziekte te hebben overleefd. Volgens Lodewijk Heyligen bestond zijn behandeling uit het opensnijden van de pestbuilen om de kwade humeuren te laten ontsnappen.
Door zijn observaties maakte Chauliac onderscheid tussen de twee vormen van de ziekte, de builenpest en de longpest. Als voorzorgsmaatregel adviseerde hij paus Clemens om in zijn kamer continu een vuur te laten branden en bezoekers buiten te houden.
Het uitbreken van de pest en de enorme sterfgevallen werden toegeschreven aan de joden, die ketters waren. In sommige gebieden werd aangenomen dat ze de bronnen hadden vergiftigd. Chauliac vocht tegen dit idee en gebruikte de wetenschap om de theorie als onwaar te verklaren. Paus Clemens VI volgde hem daar in en beval de pauselijke bul Quamvis Perfidiam en veroordeelde de Jodenvervolgingen.
Na de dood van Clemens VI, was hij nog hofarts onder paus Innocentius VI en paus Urbanus V.
De schrijver Francesco Petrarca had geen hoge dunk van de man, omdat hij zijn geliefde Laura de Noves niet had kunnen redden van de pest. Het wordt verondersteld dat zijn Invectivarum contra medicum quendam (1355) tegen Chauliac was gericht.

## Voetnoten
1. ↑  Sarah Bakewell, De humanisten. Dromers, denkers en onderzoekers die de wereld veranderden, 2023